# Jaundea
Jaundea es un género con nueve especies de plantas fanerógamas perteneciente a la familia de las connaráceas.  
Es considerado un sinónimo del género Rourea Aubl.

## Especies
- Jaundea baumannii
- Jaundea congolana
- Jaundea leskranwaetii
- Jaundea monticola
- Jaundea oddoni
- Jaundea pinnata
- Jaundea pseudobaccata
- Jaundea pubescens
- Jaundea zenkeri